# Обърни се с гняв назад
„Обърни се с гняв назад“ (на английски: Look Back in Anger) е британска драма от 1959 година с участието на Ричард Бъртън. Филмът е адаптация на едноименната пиеса на Джон Озбърн, разказваща за любовен триъгълник, включващ млад и интелигентен, но афектиран от обкръжаващата го среда мъж, неговата съпруга от средната класа и най-добрата и приятелка.

## Сюжет
Джими Портър (Ричард Бъртън), двадесет и пет годишен мъж с университетско образование, по стечение на обстоятелствата се препитава с търговия на дребно на пазара. Заедно със своята съпруга Алисън (Мери Юри) и приятеля си Клиф Люис (Гари Реймънд) живеят в две средно големи стаи на мансардата на къща в индустиален град в средна Англия.
Неудовлетвореноста от битието и социалното си положение Джими изразява чрез дълги и язвителни тиради по адрес на Алисън, нейните възгледи за живота, роднините и приятелките и. Тя е бременна, но не се решава да му съобщи новината. Алисън намира подкрепа и утеха от най-добрата си приятелка, Хелена Чарлз (Клеър Блум).
Един ден Алисън не издържа на поредните морални словоизлияния на съпруга си и заминава при своите родители. Хелена, изтърпяла доста унижения от страна на Джими, неочаквано проявява към него романтична заинтригуваност и лесно се съгласява на интимна близост. В продължение на няколко месеца връзката им е с разнороден характер.
Алисън се завръща за кратко в града и съобщава на Хелена, че е загубила бебето. Джими се съгласява да се срещне със съпругата си на гарата, преди нейното отпътуване. Тази среща оставя надежда, че отношенията между тях може да се нормализират.

## В ролите
| Актьор             | Роля                        |
| ------------------ | --------------------------- |
| Ричард Бъртън      | Джими Портър                |
| Мери Юри           | Алисън Портър               |
| Клеър Блум         | Хелена Чарлз                |
| Гари Реймънд       | Клиф Люис                   |
| Едит Еванс         | Ма Танър                    |
| Глен Бям Шоу       | полковник Редфърн           |
| Филис Нейлсън-Тери | мисис Редфърн               |
| Доналд Плезънс     | Хърст, търговския инспектор |
| Джордж Дивайн      | доктора                     |
| Уолтър Хъд         | актьора                     |

## Награди и номинации
- Награда за един от най-добрите чуждестранни филми от „Националния борд на кинокритиците на САЩ“ през 1959 година.
- Номинация за Златен глобус за най-добра мъжка драматична роля на Ричард Бъртън от 1960 година.
- Четири номинации за наградата БАФТА от 1960 година: 
за най-добър филм
за най-добър британски филм
за най-добър британски актьор на Ричард Бъртън
за най-добър британски сценарий на Найджъл Нийли